# Östersundsflyg

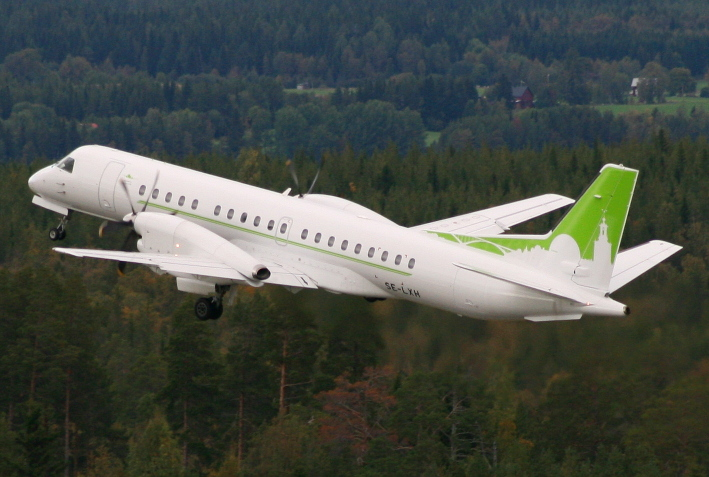
En Saab 2000 som flyger åt Östersundsflyg

Östersundsflyg, startat som Flyjämtland, var en svensk flygresearrangör som trafikerade sträckan Åre Östersund - Stockholm/Bromma. Bolaget startades i början av 2009 och den 24 juni 2010 upphörde bolaget med flygverksamheten på grund av ekonomiska problem.

## Bakgrund
Flygbolaget bildades av Sverigeflyg Holding tillsammans med 10 lokala delägare i början av år 2009 under namnet Flyjämtland. Avsikten var då att starta upp linjetrafik mellan Åre-Östersund och Stockholm/Bromma i augusti 2009. Men flera av delägarna samt näringslivet i Åre ville starta upp redan under vintern 2009 med en tidtabell anpassad till bytesdagarna i Åre. Linjen trafikerades 2 dagar per vecka under perioden 19 februari - 19 april 2009. 
Den 27 februari meddelade man att flygbolaget kommer att byta namn på grund av att det var för likt helikopterbolaget Jämtlands Flyg AB. En namntävling utlystes i lokaltidningen Östersunds-Posten och den 22 april 2009 meddelades att det nya namnet är Östersundsflyg.
Den 16 augusti 2009 startade trafiken på riktigt med upp till 4 avgångar per dag i varje riktning. Den 24 juni 2010 upphörde bolaget med flygverksamheten.

## Övrigt
Det var det svenska flygbolaget Golden Air som utförde flygningarna åt Östersundsflyg med plantypen SAAB 2000.